# Улан-Хольский улус
Улан-Хольский улус (район) — административно-территориальная единица, существовавшая в РСФСР в 1938—1944 годах.

## История
Образован в 1938 году, за счёт разукрупнения Лаганского и Долбанского улусов. В 1944 году в связи с насильственной депортацией калмыцкого народа Улан-Хольский район был упразднён и его территория передана Астраханской области.

## Население
По данным всесоюзной переписи населения 1939 года населения района составило 16 228 человек.
Национальный состав (1939 г.)
| Национальность | Численность (чел.) | Процентное соотношение |
| -------------- | ------------------ | ---------------------- |
| Калмыки        | 12 875             | 79,3 %                 |
| Русские        | 2 427              | 14,6 %                 |
| Казахи         | 510                | 3,1 %                  |
| Татары         | 304                | 1,9 %                  |